# Boston Marathon 1936
De Boston Marathon 1936 werd gelopen op zondag 20 april 1936. Het was de 40e editie van de Boston Marathon. Aan deze wedstrijd mochten geen vrouwen deelnemen. De Amerikaan Ellison Brown kwam als eerste over de streep in 2:33.40,8.
Het parcours is te kort gebleken. Het had namelijk niet de lengte van 42,195 km, maar 41,1 km.

## Uitslag
| rang   | naam            | land | tijd      |
| ------ | --------------- | ---- | --------- |
| Goud   | Ellison Brown   | USA  | 2:33.40,8 |
| Zilver | William McMahon | USA  | 2:35.27,6 |
| Brons  | Mel Porter      | USA  | 2:36.48   |
| 4      | Leo Giard       | USA  | 2:37.16,4 |
| 5      | John A. Kelley  | USA  | 2:38.49   |
| 6      | Alex Burnside   | CAN  | 2:39.05   |
| 7      | Earle Collins   | USA  | 2:39.49   |
| 8      | Anthony Paskell | USA  | 2:40.07   |
| 9      | Vic Callard     | GBR  | 2:40.25   |
| 10     | James Shaw      | CAN  | 2:42.38   |

1897 ·
1898 ·
1899 ·
1900 ·
1901 ·
1902 ·
1903 ·
1904 ·
1905 ·
1906 ·
1907 ·
1908 ·
1909 ·
1910 ·
1911 ·
1912 ·
1913 ·
1914 ·
1915 ·
1916 ·
1917 ·
1918 ·
1919 ·
1920 ·
1921 ·
1922 ·
1923 ·
1924 ·
1925 ·
1926 ·
1927 ·
1928 ·
1929 ·
1930 ·
1931 ·
1932 ·
1933 ·
1934 ·
1935 ·
1936 ·
1937 ·
1938 ·
1939 ·
1940 ·
1941 ·
1942 ·
1943 ·
1944 ·
1945 ·
1946 ·
1947 ·
1948 ·
1949 ·
1950 ·
1951 ·
1952 ·
1953 ·
1954 ·
1955 ·
1956 ·
1957 ·
1958 ·
1959 ·
1960 ·
1961 ·
1962 ·
1963 ·
1964 ·
1965 ·
1966 ·
1967 ·
1968 ·
1969 ·
1970 ·
1971 ·
1972 ·
1973 ·
1974 ·
1975 ·
1976 ·
1977 ·
1978 ·
1979 ·
1980 ·
1981 ·
1982 ·
1983 ·
1984 ·
1985 ·
1986 ·
1987 ·
1988 ·
1989 ·
1990 ·
1991 ·
1992 ·
1993 ·
1994 ·
1995 ·
1996 ·
1997 ·
1998 ·
1999 ·
2000 ·
2001 ·
2002 ·
2003 ·
2004 ·
2005 ·
2006 ·
2007 ·
2008 ·
2009 ·
2010 ·
2011 ·
2012 ·
2013 ·
2014 ·
2015 ·
2016 ·
2017 ·
2018 ·
2019 ·
2020 ·
2021 ·
2022